# Movimento Nazionale Congolese
Il Movimento Nazionale Congolese (in francese: Mouvement National Congolais - MNC) fu un partito politico della Repubblica Democratica del Congo fondato nel 1958 da Patrice Lumumba; restò operativo fino al 1960, quando Lumumba dette vita all'Alleanza dei Bakongo (Alliance des Bakongo, ABAKO).
Era suddiviso in due fazioni, note come MNC-Lumumba e MNC-Kalonij (che faceva capo a Albert Kalonij).
Nel 1964, per contrastare il dittatore Mobutu, fu costituito il Partito Lumumbista Unificato.
Il partito fu infine rifondato nel 1990.

## Risultati elettorali
| Elezione          | Voti    | % | Seggi    |
| ----------------- | ------- | - | -------- |
| Parlamentari 1960 | 521.187 |   | 33 / 137 |
| Parlamentari 1965 | 31.874  |   | 2 / 167  |